# マルタバン湾
マルタバン湾（マルタバンわん、ビルマ語: မုတ္တမပင်လယ်ကွေ့, 英語: Gulf of Martaban）は、ミャンマー南部のモッタマ（旧称マルタバン）近郊のアンダマン海に位置する湾。サルウィン川、シッタン川が同湾に注いでいる。
シッタン川河口の三角江は漏斗状であるため、大潮の時には高さ1mを超える海嘯が発生することもある。シッタン川河口一帯のモッタマ湾には干潟が発達し、ヘラシギなどの渡り鳥が多く訪れる。2017年にラムサール条約登録地となった。